# Nicky Butt
Nicholas "Nicky" Butt (sinh ngày 21 tháng 1 năm 1975) là một cựu cầu thủ bóng đá người Anh từng chơi chủ yếu ở vị trí tiền vệ phòng ngự. Anh bắt đầu sự nghiệp với Manchester United và đây cũng là đội bóng thành công nhất trong sự nghiệp của anh với 12 năm gắn bó, Nicky cũng là một thành viên trong đội hình giành cú ăn ba mùa giải 1998-99 của MU. Năm 2004, anh chuyển tới Newcastle United và thi đấu 6 mùa giải cho đội bóng này. Sau đó, Butt đã trải qua một mùa giải được đem cho Birmingham City mượn vào năm 2006. Nicky cũng là một cựu cầu thủ quốc tế của đội tuyển bóng đá quốc gia Anh và đã có được 39 lần ra sân trong sự nghiệp thi đấu quốc tế bảy năm của mình.

## Danh hiệu

### Cùng câu lạc bộ
Manchester United
- Giải bóng đá ngoại hạng Anh (6): 1995–96, 1996–97, 1998–99, 1999–2000, 2000–01, 2002–03
- Cúp FA (3): 1995–96, 1998–99, 2003–04
- Siêu cúp nước Anh (3): 1996, 1997, 2003
- UEFA Champions League (1): 1998–99
- Cúp bóng đá liên lục địa (1): 1999

Newcastle United
- Intertoto Cup (1): 2006
- Giải bóng đá hạng nhất Anh (1): 2009–10